# Rudolf II. Habsburški
Za druge Rudolfe II. iz rodbine Habsburžanov gl. Rudolf II. Habsburški (razločitev)
Rudolf II. Habsburški, cesar Svetega rimskega cesarstva, * 18. julij 1552, Dunaj, † 20. januar 1612, Praga
Rudolf je bil eden od najbolj nenavadnih habsburških vladarjev. Pri 11 letih so ga z bratom Ernestom leta 1563 poslali v Španijo, h kralju Filipu II., da bi izpopolnil njuno izobrazbo. Ko se je leta 1571 vrnil domov, ni bil oče Maksimilijan II. edini, ki se je pritoževal nad njegovo togostjo in nezavzetostjo. Njegovo vsestransko nadarjenost (zlasti umetniško) in izobraženost (govoril je pet jezikov, med njimi latinščino), so prekrile politična nezainteresiranost in nedejavnost, prirojena plašnost in sramežljivost ter izrazita duhovna nestanovitnost. V Srednji Evropi so od bodočega vladarja pričakovali sproščeno in neprisiljeno obnašanje, ki pa v španskem ceremonialu ni bilo predvideno.
Nasledstvo po smrti cesarja Maksimilijana je bilo natančno določeno: Rudolf je bil edini dedič, njegovim mlajšim bratom pa je pripadala apanaža. Ko je bil Maksimilijan še živ, so Rudolfa leta 1572 kronali za ogrskega kralja, leta 1575 pa še za češkega. Oktobra leta 1576 je nasledil očeta še kot cesar Svetega rimskega cesarstva.
Cesarsko rezidenco je zelo hitro prestavil iz Dunaja v Prago, predvsem iz strateških razlogov, saj Turki do Prage niso mogli tako hitro prodreti. 
Bratu Ernestu je prepustil vladanje v Zgornji in Spodnji Avstriji, s katerim se je v avstrijskih deželah pričela katoliška obnova.
Rudolfa je zanimala predvsem umetnost. O njegovem mecenstvu in umetniškem čutu še danes pričajo zbirke v zakladnici in v Umetnostnozgodovinskem muzeju na Dunaju. Njegov dvor v Pragi je bil tedanje evropsko kulturno središče, kjer se je obdal z vrsto raziskovalcev in učenjakov, a tudi z raznimi skrivnostnimi osebami. V skladu s tedanjo modo se je zanimal za astrologijo, astronomijo in tudi alkimijo, za katero je porabil neznanske vsote denarja, toda brez večjih uspehov. Cesar Rudolf je bil zelo naklonjen Judom in judovska skupnost v Pragi je v njegovem času doživela svoj gospodarski in duhovni vrh.